# The Shawn Mendes EP
The Shawn Mendes EP este discul EP de debut al interpretului canadian Shawn Mendes. Include piesele Life of the party (cântecul de debut), Show You, One of Those Nights și The Weight. A fost lansat la 24 iulie 2014 de Island Record. A debutat pe poziția 5 în U.S. Billboard 200, cu vânzări de peste 48.000 de exemplare în prima săptămână.